# 陸希道
陸 希道（りく きどう、生年不詳 - 523年）は、北魏の官僚・軍人。字は洪度。本貫は河南郡洛陽県。

## 経歴
陸叡の長男として生まれた。容貌風体にすぐれ、髭の美しいことで知られた。経書や史書を読んで、興趣ある文章を作った。中散を初任とし、通直郎に転じた。497年（太和21年）、父が反乱を計画した罪で殺害されると、希道は連座して遼西に流された。後に洛陽に帰還し、従軍を志願した。軍功により給事中に任じられ、司徒記室・司空主簿に転じた。503年（景明4年）、元英が南朝梁の義陽を攻撃すると、希道はその補佐をつとめた。504年（正始元年）、義陽を陥落させると、功績により淮陽男の爵位を受け、諫議大夫に任じられた。学識を買われて、新令制定の議論に参与した。廷尉少卿となり、龍驤将軍・南青州刺史として出向した。後に龍驤将軍のまま梁州刺史に転じた。さらに東夏州刺史に任じられたが、受けなかった。北中郎将となり、前将軍・郢州刺史に転じた。520年（正光元年）、柔然の阿那瓌が北魏に亡命してくると、希道は使主となり、阿那瓌を迎えた。後に平西将軍・涇州刺史となった。523年（正光4年）、在官のまま死去した。

## 子女
- 陸士懋（字は元偉、東魏の天平年間に祖父の鉅鹿郡開国公の爵位を嗣ぎ、武定年間に平東将軍・営州刺史）
- 陸士宗（字は仲彦、尚書左外兵郎中、河陰の変で殺害された）
- 陸士述（字は幼文、符璽郎中、河陰の変で殺害された）
- 陸子彰（字は明遠、従叔の陸昕之の後を嗣いだ）
- 陸士廉（字は季脩、建州平北府長史、永安末年に爾朱世隆の攻撃を受けて殺害された）
- 陸士佩（字は季偉、武定年間に安東将軍・司州治中）

## 伝記資料
- 『魏書』巻40 列伝第28
- 『北史』巻28 列伝第16
- 涇州刺史淮陽男陸希道墓誌並蓋